# صدى بابل (جريدة عراقية)
صحيفة صدى بابل كانت صحيفة تصدر في بغداد. كانت مملوكة للكنيسة الكلدانية الكاثوليكية الآشورية ولكنها كانت علمانية في نظرتها.